# انتسو جی. کاستلاری
انتسو جی. کاستلاری (ایتالیایی: Enzo G. Castellari؛ زادهٔ ۲۹ ژوئیهٔ ۱۹۳۸) کارگردان و فیلم‌نامه‌نویس اهل ایتالیا است.
از فیلم‌هایی که وی در آن نقش داشته است، می‌توان به آن قطار زرهی لعنتی، حرامزاده‌های لعنتی، طبقه ۱۷ و فرار از برانکس اشاره کرد.